# 春日華爾滋
《春日華爾滋》（韓語：봄의 왈츠）是韓國KBS自2006年3月6日起播放的月火迷你連續劇。此劇是尹錫湖導演繼《秋日童話》、《冬季戀歌》及《夏日香氣》後，執導的四季系列（藍色生死戀系列）最後一部曲，由徐道永、韓孝周、丹尼爾·海尼、李昭娟主演，Yoon's Color製作社負責製作。

## 劇情介紹
小時候，李守護因父親的關係，來到南部的青山島，並認識了住在那裡的徐恩映。那時候，守護與恩映在島上度過一段快樂的日子。可是，好景不常，守護的父親偷走了恩映母親為女兒準備做手術的錢離開，丟下了守護，而恩映的母親在首爾找尋守護的父親時遇上交通意外喪生。為了尋找父親，守護去了首爾，恩映也跟隨著。在路上，恩映舊病復發入了醫院，需要做手術，但失去唯一親人的恩映沒有錢，她母親的朋友也沒能夠幫助。另一方面，一對有錢的夫婦剛剛失去他們唯一的兒子，丈夫在醫院見到守護，覺得他長得很像自己死去的兒子——尹在夏，知道守護的身世後，想領養他來安撫妻子的喪子之痛。守護就以恩映的手術費作交換條件，答應了他的請求，並跟隨他們移民到外國，以尹在夏的身份活下去。
15年後，在夏成了有名的鋼琴家，與他的經理人菲利在奧地利舉行他的個人演奏會；徐恩映在手術後被遠房親戚收養，改姓叫做朴恩映。有一次，恩映在手工藝品比賽中贏得了前往奧地利的機票，到當地遊學；宋以娜亦來到奧地利，希望邀請兒時的好友在夏回國演出......在奧地利，恩映因一次誤會認識了在夏的經理人菲利，菲利在其後與恩映的相處中，亦對她漸生愛意。而恩映亦在菲利的介紹下，重遇在夏。但兩人都不認出對方曾是兒時的好友；以娜抱著見兒時喜歡在夏的心情，前往找在夏，但雙方見面時，在夏的冷淡令以娜感到驚訝不已......
這四人的愛情故事亦因此而展開......

## 演員陣容

### 主要人物
| 演員        | 角色           | 介紹 |
| 徐道永      | 尹在夏／李守護 | 守護自小因父親嗜賭，經常被丟下在不同地方，所以守護常緊隨著父親不讓他離開。可是，自從認識了恩映之後，守護便不捨得離開青山島，希望父親能留下來生活，但一切都被他父親破壞了。為了替恩映籌集手術費，守護願意代替死去的尹在夏，跟隨在夏的父母到外國生活。因為在夏母親的關係，守護開始學習鋼琴，更發掘出他在音樂方面的才華，令他成為一個鋼琴家。 |
| 韓孝周      | 朴恩映／徐恩映 | 恩映自小便體弱多病，常常因病而不能上學，因此，恩映的朋友不多，她常常到海邊撿起不同貝殼來製作一些手工品。自從守護被他的父親帶來家裏的時候，恩映變得不再寂寞，兩人過著快樂的日子。但好景不常，守護的父親偷走了母親為她準備的手術費，曾對她承諾不會離開的守護，也在她手術後不見蹤影，儘管恩映對守護感到怨恨，但她仍期盼他們有一天能再次相見。 |
| 丹尼爾·海尼 | 菲利           | 父親是美國人，母親是韓國人，菲利自小在外國生活，因為母親的關係，而懂得少許韓語。菲利也懂得彈鋼琴，而且非常出色，15歲的時候，因參加鋼琴比賽而與在夏成為好朋友，後來，菲利自問比不上在夏的才華而轉為當在夏的經理人。外表長得十分英俊的他，身邊不乏愛慕他的女性，但自從遇到恩映之後，便對她一見鍾情。                                         |
| 李昭娟      | 宋以娜         | 以娜的父親是經營著幾間酒店的企業家，她自小生活無憂。以娜從小學習彈鋼琴，在鋼琴學院與在夏認識，兩人常常一起玩，更在親戚的婚禮中許下將來結婚的承諾。當以娜聽到在夏搬到外國的消息後，她仍未對與在夏的重聚感到絕望。15年後，以娜終於等到機會與在夏相見，她以唱片公司代表的身份到奧地利請在夏回國演奏，但在夏對她冷淡的表現令她感到有點失望。   |

### 其他人物
| 演員   | 角色   |
| 琴寶羅 | 玄知淑 |
| 鄭東煥 | 尹銘勳 |
| 金海淑 | 趙陽順 |
| 朴哲勇 | 朴斗植 |
| 崔始源 | 朴尚宇 |
| 崔慈慧 | 洪美亭 |
| 金美京 | 金鳳熙 |
| 李漢偉 | 李鍾泰 |
| 尹宥善 | 趙慧純 |

## 外景地
尹錫瑚導演在前3部曲中，常用美麗的景色去吸引觀眾的目光，《春日華爾滋》亦不例外，有不少美麗的外景地方。
- 青山島

位於韓國南岸對開的小島，那裡充滿黃綠色的麥田和油菜花田，是李守護與徐恩映小時候生活過的地方。
- Hanuneom海水浴場

位於飛禽島，從高空看是一個心型的海灘，在劇中代表守護與恩映童年時對彼此的愛意。

## 相關事件
- 更換女主角

在籌備初期，尹錫瑚最初屬意曾出演《秋日童話》（又譯：藍色生死戀）的文瑾瑩當女主角，但因文瑾瑩要考大學而放棄。期後，曾主演MBC《皇太子的初戀》成宥利被選為女主角，但因她不滿男主角徐道永是新人，知名度低，她又多次向劇組人員要求換角，引起尹導演不滿，成宥利最終辭演，女主角人選因此改由新人韓孝周擔任。
- 徐道永受傷

播放中期，飾演菲利的丹尼爾·海尼在一場要打飾演在夏的徐道永的戲裡，誤傷徐道永，令他需要入院做手術，劇集因而曾經停播1週。

## 各地播放時間

### 香港
| 電視台             | 劇名       | 首播                        | 時段                                              | 集數 |
| ------------------ | ---------- | --------------------------- | ------------------------------------------------- | ---- |
| 無綫收費電視劇集台 | 春日華爾滋 | 2007年1月14日─2007年3月11日 | 香港時間逢星期日，晚上9時零05分，每次連續播映兩集 | 18集 |

### 日本
| 電視台    | 劇名       | 首播                      | 時段                                                       | 集數 |
| --------- | ---------- | ------------------------- | ---------------------------------------------------------- | ---- |
| NHK電視台 | 春のワルツ | 2007年4月7日─2007年9月1日 | 日本時間逢星期六，晚上11時左右（10分／35分），每次播映一集 | 20集 |

### 台灣
| 電視台     | 劇名   | 首播                       | 時段                                             | 集數 |
| ---------- | ------ | -------------------------- | ------------------------------------------------ | ---- |
| 八大戲劇台 | 春之戀 | 2011年4月4日─2011年4月29日 | 台灣時間逢星期一至五，晚上10時左右，每次播映一集 | 20集 |

## 收視率
此劇在投入製作時，曾引很多人的注意：《春日華爾滋》能否繼承《秋日童話》及《冬季戀歌》的高收視成績，引起另一股熱潮。可惜，此劇的收視成績不濟，最高收視只有約12%，劇集後期，收視更只維持單位數，結局只能以8.8%的收視終結。
| 集數     | 播放日期  | TNS收視率 |
| -------- | --------- | --------- |
| 第1集    | 2006/3/06 | 10.9%     |
| 第2集    | 2006/3/07 | 11.5%     |
| 第3集    | 2006/3/13 | 12.1%     |
| 第4集    | 2006/3/14 | 11.7%     |
| 第5集    | 2006/3/20 | 9.1%      |
| 第6集    | 2006/3/21 | 7.7%      |
| 第7集    | 2006/3/27 | 8.7%      |
| 第8集    | 2006/3/28 | 10.1%     |
| 第9集    | 2006/4/03 | 7.6%      |
| 第10集   | 2006/4/04 | 8.1%      |
| 第11集   | 2006/4/10 | 7.5%      |
| 第12集   | 2006/4/11 | 7.8%      |
| 第13集   | 2006/4/24 | 8.0%      |
| 第14集   | 2006/4/25 | 9.6%      |
| 第15集   | 2006/5/01 | 7.3%      |
| 第16集   | 2006/5/02 | 6.6%      |
| 第17集   | 2006/5/08 | 7.9%      |
| 第18集   | 2006/5/09 | 7.2%      |
| 第19集   | 2006/5/15 | 7.1%      |
| 第20集   | 2006/5/16 | 8.8%      |
| 平均收視 | 平均收視  | 8.8%      |

## 四季系列其他三部曲
- 秋日童話
- 冬日戀歌
- 夏日香氣

## 外部連結
- 韓國KBS 
- 台灣GTV （繁體中文）
- NAVER電影 （页面存档备份，存于）
- Daum電影
- 互联网电影数据库（IMDb）上《Bomui walcheu》的资料（英文）

| KBS 2TV 月火劇                              | KBS 2TV 月火劇                              | KBS 2TV 月火劇 |
| ------------------------------------------- | ------------------------------------------- | -------------- |
|                                             | 春日華爾滋 （2006年3月6日 - 2006年5月16日） |                |
| 你好，上帝 （2006年1月9日 - 2006年2月28日） | 再見先生 （2006年5月22日 - 2006年7月18日）  |                |

| 臺灣 八大戲劇台 每週一至週五 22:00 - 23:00 | 臺灣 八大戲劇台 每週一至週五 22:00 - 23:00  | 臺灣 八大戲劇台 每週一至週五 22:00 - 23:00 |
| ------------------------------------------ | ------------------------------------------- | ------------------------------------------ |
|                                            | 春之戀 （2011年4月4日 - 2011年4月29日）     |                                            |
| 雪之女王 （2011年3月2日 - 2011年4月1日）   | 回家的誘惑 （2011年5月2日 - 2011年5月25日） |                                            |